# Забравете този случай
„Забравете този случай“ е български игрален филм (драма) от 1985 година на режисьора Красимир Спасов, по сценарий на Георги Данаилов и Красимир Спасов. Оператор е Радослав Спасов. Музиката във филма е композирана от Кирил Дончев.

## Актьорски състав
- Филип Трифонов – младият следовател лейтенант Андрей Андреев
- Цветана Манева – Мария, жена на Петров и секретарка на кмета
- Любомир Кабакчиев – кмета Сарафов
- Борис Луканов – Стефан Петров, следовател
- Стефан Илиев – прокурорът Милев
- Рут Спасова – Петрова
- Димитър Еленов – Киров
- Таня Шахова – Елена
- Васил Василев – Димитър Алексиев Хадживасилев
- Доротея Тончева – Христина Христова, бившата жена на Алексиев
- Вълчо Камарашев – Тороманов
- Димитър Марин – старшина Цонев
- Иван Несторов – инженер Христов
- Марин Янев
- Юрий Яковлев (като Юри Яковлев) – затворникът Иван Стоянов Иванов
- Жорета Николова – жената на Андреев
- Меглена Караламбова (като М. Караламбова) – Новакова, служителка от архива
- Диана Бациева (като Д. Бациева)
- Мирослав Косев (като М. Косев)
- Димитър Герасимов (като Д. Герасимов) – шофьорът на автобуса
- Продан Нончев (като П. Нончев) – мъж в кафенето
- Мартина Вачкова (като М. Вачкова) – жена в кафенето
- С. Спасов
- С. Косева
- Красимир Ранков (като К. Ранков)
- В. Караламбова
- Й. Йорджев
- Владимир Давчев (като В. Давчев) – музикант
- Хенриета Владимирова (като Х. Владимирова)

и други